# Штадион, Иоганн Филипп фон
Граф Иоганн Филипп фон Штадион-Вартгаузен (нем. Johann Philipp Karl Joseph Stadion, Graf von Warthausen; 18 июня 1763 — 15 мая 1824) — австрийский государственный деятель и дипломат из рода Штадион: министр иностранных дел, министр финансов, основатель Австрийского национального банка.

## Биография

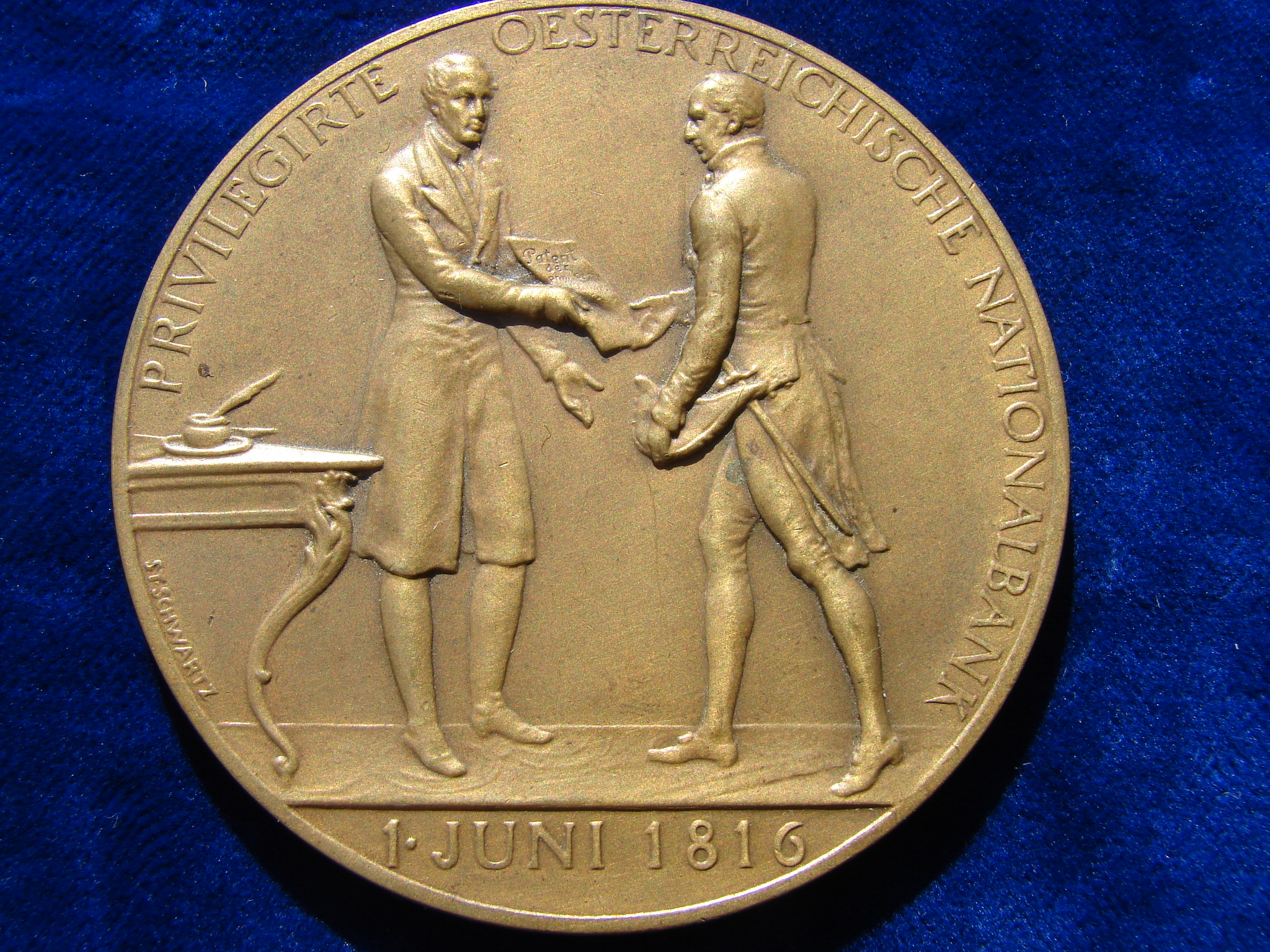
Медаль «Граф фон Штадион получает от императора Франца II патент на создание Австрийского национального банка в Вене». Бронзовая медаль к 100-летию открытия. 1916 год. Работа Ш. Шварца

Родился и был воспитан в родовом имении Вартхаузен, принадлежавшем его деду (некогда руководившему правительством Курмайнца). Поступив на австрийскую службу, возглавлял посольства в Стокгольме и Лондоне. В 1797 году много содействовал улаживанию конфликта между Австрией и Пруссией по поводу раздела Польши.
С 1804 года состоял послом в Петербурге, где хлопотал об образовании третьей коалиции против Наполеона. В 1805 году сопровождал императора Александра I в его поездке в действующую армию. После заключения пресбургского мира Штадион стал министром иностранных дел и стремился к внутренней реорганизации Австрии, к восстановлению её внешнего могущества и к её главенству в Германии. Он провел много реформ в войске и образовал ландвер.
Главным образом по его настоянию вспыхнула война 1809 года. После неудачного её исхода Штадион должен был уступить своё место Меттерниху.
В 1813 году он был вновь призван в Вену и после сражения при Люцене отправился с поручением к императору Александру I и к королю Фридриху Вильгельму III. 5 сентября 1813 года был награждён орденом Св. Андрея Первозванного.
По окончании войны Штадион занялся приведением в порядок австрийских финансов: ограничил государственные расходы, улучшил систему налогов, учредил национальный банк.